# Colt 9mm SMG
La Colt 9mm SMG, chiamata anche Colt Model 635, è un mitra camerato con munizione 9 × 19 mm Parabellum, prodotto dalla Colt's Manufacturing Company, basato sul fucile d'assalto M16.